# Camellia oleifera
Camellia oleifera är en tvåhjärtbladig växtart som beskrevs av Abel. Camellia oleifera ingår i släktet Camellia och familjen Theaceae. Inga underarter finns listade i Catalogue of Life.